# Abouhalima Al-Sa'id
Abouhalima Muhammad Al-Sa'id Abdallah Abouhalima – (19 de noviembre de 1993) es un deportista egipcio que compite en lucha grecorromana. Ganó dos medallas de oro en el Campeonato Africano de Lucha entre los años 2012 y 2016.
Participó en los Juegos Olímpicos de Verano de Londres 2012 consiguiendo un 14.º lugar en la categoría de 55 kg.

## Palmarés internacional
| Campeonato Africano | Campeonato Africano   | Campeonato Africano | Campeonato Africano |
| Año                 | Lugar                 | Medalla             | Categoría           |
| ------------------- | --------------------- | ------------------- | ------------------- |
| 2012                | Marrakech (Marruecos) | Medalla de oro      | 60 kg               |
| 2016                | Alejandría (Egipto)   | Medalla de oro      | 71 kg               |